# Катын-Тау
Катын-Тау (груз. კათინთაუ) — одна из вершин Безенгийской стены главного Кавказского хребта, район Безенги.
Расположена в Кабардино-Балкария на территории Кабардино-Балкарского заповедника в верховье р. Черек Безенгийский. Высота пика 4 979 м над уровнем моря.
Название горы "Къатын Тау" переводится с балкарского языка, как «женщина    гора».